# ميجا مان إكس 3
ميجا مان إكس 3 (بالإنجليزية: Mega Man X3)‏ ، وتسمى في النسخة اليابانية روك مان إكس 3 (Rockman X3) (باليابانية: ロックマンX3) ، هي لعبة إلكترونية من نوع أكشن ومنصات ، وهي الجزء الثالث من سلسلة ميجا مان إكس الرئيسية ، صدرت سنة 1995 وتعمل على عدة أنظمة التشغيل ومنها بلاي ستيشن و سيجا ساترن وغيرها.